# Droga wojewódzka nr 829
Droga wojewódzka nr 829 (DW829) – droga wojewódzka klasy G (główna), w województwie lubelskim, w powiatach lubartowskim, łęczyńskim i świdnickim, łącząca Łuckę-Kolonia koło Lubartowa z Łęczną i z Biskupicami koło Piask. Długość całej trasy wynosi 42,1 km, z czego ok. 1,9 km wspólnego przebiegu z drogą krajową nr 82 w Łęcznej nie jest ujęte w pikietażu drogi.
W 2014 roku kosztem 3,8 mln zł wyremontowany został most na Wieprzu w Ciechankach Łęczyńskich.
W latach 2017–2018 zmodernizowano prawie osiemnastokilometrowy odcinek Łęczna – Biskupice stanowiący 42% długości całej trasy. Prace o wartości 97,3 mln zł objęły kompleksową przebudowę jezdni i obiektów inżynierskich wraz z dostosowaniem ich do nacisku 115 kN/oś. Wzdłuż całego odcinka powstała droga rowerowa pokryta asfaltobetonem.
Zarządcą drogi jest Zarząd Dróg Wojewódzkich w Lublinie – Rejon DW Parczew (na odcinku Łucka - Zakrzów) oraz Rejon DW Chełm (na odcinku Wólka Łańcuchowska – Biskupice).

## Miejscowości leżące przy trasie DW829
- Łucka-Kolonia 19
- Baranówka
- Wólka Rokicka
- Rokitno
- Jawidz 828
- Spiczyn
- Kijany
- Nowogród
- Łęczna 82 813 820
- Ciechanki Łęczyńskie
- Ciechanki Krzesimowskie
- Zakrzów
- Łańcuchów
- Milejów
- Jaszczów
- Łysołaje
- Bonów
- Biskupice 12E373